# Ladislav Nižňanský
Ladislav Nižňanský (24. října 1917 Lutiše – 23. prosince 2011 Mnichov, Německo) byl důstojník československé, později slovenské armády. Během druhé světové války se zapojil do SNP, padl do německého zajetí, kde aktivně kolaboroval s nacisty jako velitel jednoho z oddílů německé protipartyzánské jednotky Abwehrgruppe 218. Je mu připisována spoluodpovědnost za vypálení slovenských obcí Ostrý Grúň a Kľak. Po skončení války byl souzen za válečné zločiny, avšak pro nedostatek důkazů zproštěn obvinění. Následně pracoval jako spolupracovník československé tajné služby StB, která ho vyslala do Rakouska. Později začal spolupracovat s americkou tajnou službou CIC, podle několika předpokladů 2 roky pracoval pro oba tábory. Od roku 1954 pracoval pro rozhlasovou stanici Svobodná Evropa. V nepřítomnosti v roce 1962 odsouzen v Československu za válečné zločiny k trestu smrti.

## Život
Narodil se v okrese Čadca. V roce 1938 ukončil studium na Vojenské akademii v Hranicích a získal hodnost poručíka. Sloužil v armádě Slovenského štátu jako důstojník dělostřelectva. Účastník tažení proti Polsku (1939) a na východní frontě (1941–1942). Za činnost na východní frontě vyznamenán německým Železným křížem II. třídy. V hodnosti setníka (kapitán) se stal náčelníkem štábu povstaleckých jednotek v Žilině a podílel se na organizaci povstání v Žilinské posádce. Žilinské povstalecké jednotky pod vedením majora J. Dobrovodského začaly klást odpor pronikajícím německých vojskům jako první povstalecká jednotka. Za bojové úspěchy byl povýšen do hodnosti štábního kapitána. Mezi jeho blízké spolupracovníky v tomto období patřil i setník T. Šlajchart, který ho hodnotil jako velmi dobrého důstojníka.
Po ústupu povstalců do hor byl 10. listopadu 1944 zajat německými jednotkami. Po výslechu nebyl zařazen mezi zajatce, ale do nově formovaných oddílů Slovenské pracovní služby. 15. prosince 1944 přebral po M. Kaniok funkci velitele slovenského oddílu Abwehrgruppe 218 "Edelweiss". Jeho předchůdce Erwein von Thun-Hohenstein byl uznán za nevhodného pro vedení protipartyzánské akce. Samotný slovenský oddíl byl tvořen 236 muži a jejich úkolem byl speciální protipartyzánský boj. Vojákům byly ponechány původní povstalecké uniformy a výzbroj. Kromě jednotky Edelweiss existovaly i další podobné oddíly, a to SS Tschechien známá jako Einheit Josef a oddíl "Schneewitchen".
Jednotka vedla řadu významných bojových akcí proti partyzánům. Mezi nejznámější patří zajetí členů americké a britské vojenské mise při Polomce v Nízkých Tatrách 26. prosince 1944. Všichni zajetí Britové a Američané nakonec zahynuli v nacistických koncentračních táborech. Mezi známé akce jednotky patří Masakr v Kľakovské dolině – brutální likvidace obcí Kľak 21. ledna a Ostrý Grúň 24. ledna 1945, při nichž zahynulo 146 lidí včetně dětí, žen a starců. Obě obce byly vyrabované a vypálené. V únoru 1945 v obci Kšinná zavraždili 18 ukrývajících se Židů. Za svou činnost v jednotce byl vyznamenán Železným křížem I. třídy.
9. května 1945 byl spolu s dalšími příslušníky jednotky zajat sovětskými jednotkami. Vyslýchali ho členové NKVD, v červenci 1945 byl předán československým státním orgánům. Pravděpodobně díky své předešlé aktivitě v odboji znovu nastoupil do armády, kde zastával funkci náčelníka dělostřeleckého pluku v Košicích. Již v tomto období začaly pronikat informace o jeho kolaboraci s nacisty. V lednu 1946 byl zatčen a vyšetřován, v důsledku nedostatku důkazů o jeho přímém podílu na válečných zločinech a předešlé aktivitě v odboji byl v červnu 1946 propuštěn a zbaven obžaloby.
Po válce spolupracoval s československou tajnou službou. V roce 1947 odešel do Rakouska, odkud měl podávat informace československé rozvědce. Jako uprchlík pomáhal americké službě CIC. Přibližně od roku 1954 začal spolupracovat s americkou tajnou službou, je pravděpodobné, že dva roky pracoval pro obě strany. Nižňanský pracoval od 1. února 1954 do února 1983 v československé redakci amerického vysílání Rádia Svobodná Evropa. Od roku 1957 žil v Mnichově v Západním Německu. Pro rádio pracoval jako překladatel a analytik. Po odchodu do důchodu v roce 1983 žil v Mnichově. V roce 1996 získal německé občanství.
Poté, co byly sovětskou stranou předloženy nové materiály o činnosti Abwehrgruppe 218, byl Nižňanského případ v nepřítomnosti v roce 1962 řešen Okresním soudem v Banské Bystrici. V procesu sehrálo roli i svědectví očitých svědků, kteří tvrdili, že se osobně podílel na zločinech spáchaných v Kľaku a Ostrém Grúni. Byl odsouzen k trestu smrti v nepřítomnosti. Pro podezření z účasti na válečných zločinech ho krátce vyšetřovala i americká strana, k obvinění však nakonec nedošlo. Začátkem 21. století byla otázka potrestání válečných zločinů znovu otevřena i v Německu. Soud s Nižňanským začal v Mnichově 9. září 2004. Dne 19. prosince 2005 ho tento soud pro nedostatek důkazů zprostil viny po změně výpovědí několika svědků. Očití svědci, kteří ho identifikovali při předchozím soudu v 60. letech, však již nebyli naživu.
Mezitím byl případ znovu otevřen i na Slovensku a v říjnu 2006 mu Okresní soud Banská Bystrica zmírnil trest na doživotí.
Zemřel 21. prosince 2011 v Mnichově.